# Cantó de Dieppe-Est
El cantó de Dieppe-Est és un cantó francès del departament del Sena Marítim, situat al districte de Dieppe. Té 7 municipis i part del de Dieppe.

## Municipis
- Ancourt
- Belleville-sur-Mer
- Berneval-le-Grand
- Bracquemont
- Derchigny
- Dieppe (part)
- Grèges
- Martin-Église

## Història
| Data d'elecció                           | Identitat           | Partit           | Qualitat |
| ---------------------------------------- | ------------------- | ---------------- | -------- |
| 1964-1969                                | Léon Rogé           | PCF              |          |
| 1969-1982                                | Irénée Bourgois     | PCF              |          |
| 1982-1985                                | Christian Cuvilliez | PCF              |          |
| 1985-2004                                | Daniel Lefèvre      | RPR, després UMP |          |
| 2004-                                    | Sandrine Hurel      | PS               |          |
| les dades anteriors no són pas conegudes |                     |                  |          |
|                                          |                     |                  |          |

## Demografia
| A partir de 1990: Població sense dobles comptes |